# Naturschutzgebiet Borkenberge
Das Naturschutzgebiet Borkenberge, das auf dem Gebiet der Stadt Lüdinghausen liegt, ist das größte Naturschutzgebiet im Kreis Coesfeld in Nordrhein-Westfalen.
Das etwa 1161 Hektar große Gebiet, das im Jahr 2005 unter Naturschutz gestellt wurde, erstreckt sich westlich der Kernstadt Lüdinghausen. Westlich verläuft die Landesstraße 652, südlich und südöstlich ist es die Bundesstraße 58.
Das Naturschutzgebiet ist Teil des EU-Vogelschutzgebiets „Heubachniederung, Lavesumer Bruch und Borkenberge“.